# 乌克兰苏维埃社会主义共和国最高苏维埃
乌克兰苏维埃社会主义共和国最高苏维埃（烏克蘭語：Верховна рада УРСР）是1938年至1991年乌克兰苏维埃社会主义共和国的最高立法机关。它于1938年成立，取代全乌克兰苏维埃代表大会成为乌克兰苏维埃社会主义共和国的最高立法机关。

## 权力
- 任命乌克兰苏维埃社会主义共和国人民委员会成员
- 任命乌克兰苏维埃社会主义共和国最高法院成员
- 批准和修改乌克兰苏维埃社会主义共和国的宪法和其他法律
- 制定乌克兰苏维埃社会主义共和国的国家经济计划

## 历史
1937年版《乌克兰苏维埃社会主义共和国宪法》被通过后，乌克兰苏维埃社会主义共和国最高苏维埃被设立，以取代取代全乌克兰苏维埃代表大会成为乌克兰苏维埃社会主义共和国的最高立法机关，第一次最高苏维埃代表选举是在1938年6月26日，有304名最高苏维埃代表被选出，第一届最高苏维埃第一次会议于1938年7月25日至7月28日在基辅召开，米哈伊尔·布尔米斯坚科当选为最高苏维埃主席，列昂尼德·科尔尼耶茨当选为最高苏维埃主席团主席。
1941年9月20日，布尔米斯坚科在与纳粹德国的军队作战时阵亡。由于纳粹德国的入侵，最高苏维埃主席团被迫搬到萨拉托夫。1943年6月29日，最高苏维埃主席团通过了《关于推迟选举乌克兰苏维埃社会主义共和国最高苏维埃代表的决定》，第一届最高苏维埃的任期予以延长，1944年1月8日，最高苏维埃主席团搬回基辅，1946年11月26日，最高苏维埃主席团通过了《关于选举乌克兰苏维埃社会主义共和国最高苏维埃代表的决定》，1947年第一届最高苏维埃的代表被选举出来。
从1978年开始，一届最高苏维埃代表的任期从4年调整为5年，乌克兰苏维埃社会主义共和国第12届最高苏维埃代表于1990年举行，乌克兰独立后，乌克兰苏维埃社会主义共和国最高苏维埃成为乌克兰最高拉达，乌克兰最高拉达认为自己是乌克兰苏维埃社会主义共和国最高苏维埃的继承者，届数仍然按照1938年开始算起，称自己为第12届最高拉达，1994年选出的的最高拉达称自己为第13届最高拉达，但在1998年时宣布届数从乌克兰独立时算起，改称为第3届最高拉达。